# Theodor von Donimirski

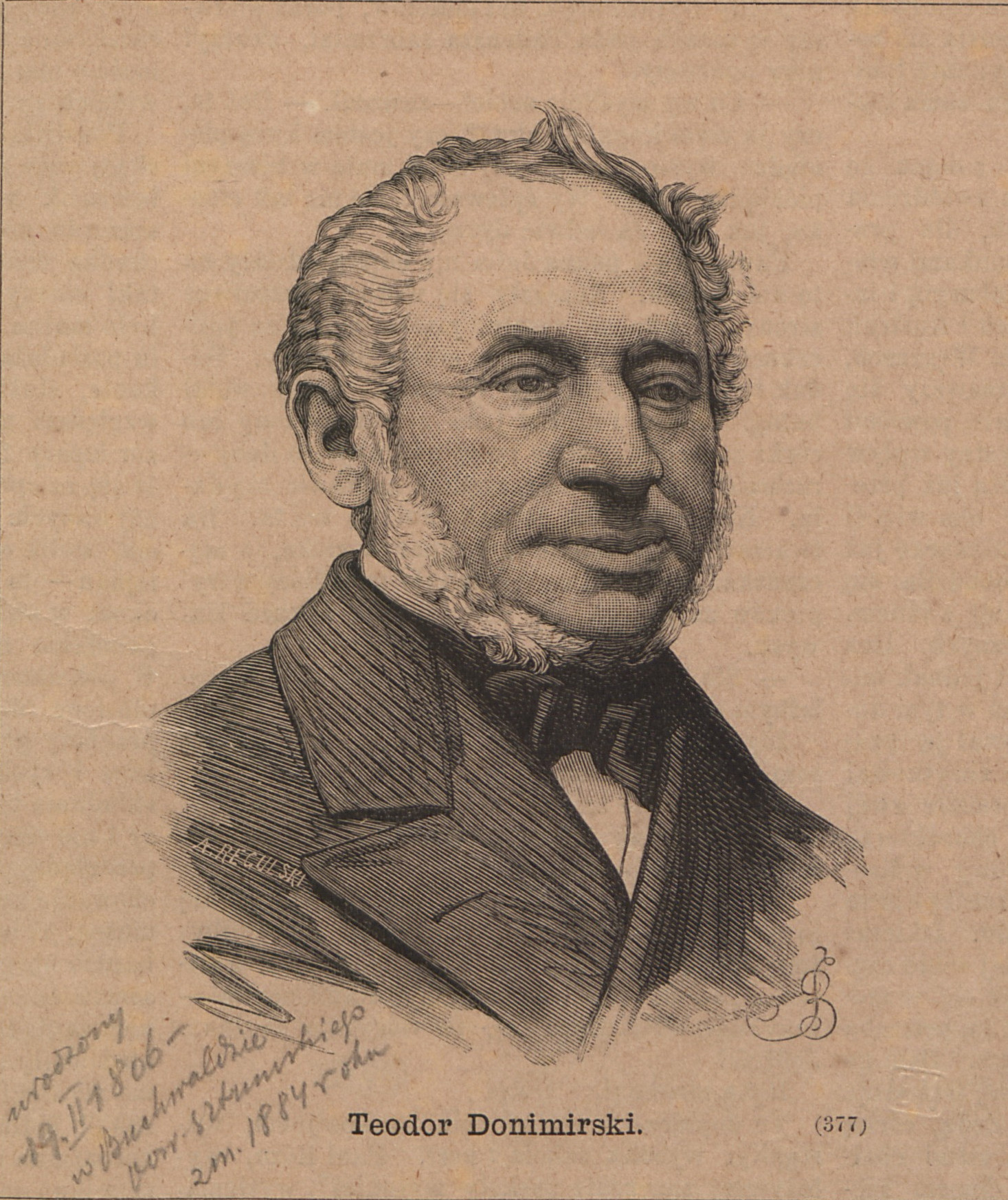
Teodor Donimirski

Theodor von Donimirski, polnisch Teodor Donimirski (* 25. Oktober 1805 in Telkwitz; † 1. Mai 1884 ebenda) war ein Rittergutsbesitzer und Politiker der polnischen Bevölkerungsgruppe in der preußischen Provinz Westpreußen.

## Leben
Theodor von Donimirski besuchte das Gymnasium in Braunsberg und studierte Rechtswissenschaft und Cameralia in Breslau, Bonn und Berlin. Nach dem Studium arbeitete er in der staatlichen Verwaltung und Justiz in Marienwerder. 1848 gehörte er der Preußischen Nationalversammlung an und 1863/1864 unterstützte er den polnischen Januaraufstand. Er war Besitzer des Ritterguts Telkwitz im Landkreis Stuhm in Westpreußen.
Theodor von Donimirski war 1867 Abgeordneter des Reichstagswahlkreis Regierungsbezirk Marienwerder 1 (Marienwerder, Stuhm) im Konstituierenden Reichstag des Norddeutschen Bundes. Er gehörte der Polnischen Fraktion an.